# Sylvain Van de Weyer
Jean-Sylvain Van de Weyer (Lovaina, 19 de janeiro de 1802 – Londres, 23 de maio de 1874) foi um político belga e ex-primeiro-ministro da Bélgica.
Van de Weyer e sua família mudaram-se para Amesterdã em 1811. A família regressou a Lovaina quando seu pai, Josse-Alexandre (1769-1838), foi nomeado comandante de polícia da cidade. Jean-Sylvain estudou Direito na Universidade Católica de Louvain e tornou-se advogado em Bruxelas, em 1823. Foi primeiro-ministro da Bélgica de 1845 a 1846.